# Aegus notarii notarii
Aegus notarii notarii es una subespecie de coleóptero de la familia Lucanidae.

## Distribución geográfica
Habita en Timor y Célebes (Indonesia).